# Dědice (Vyškov)

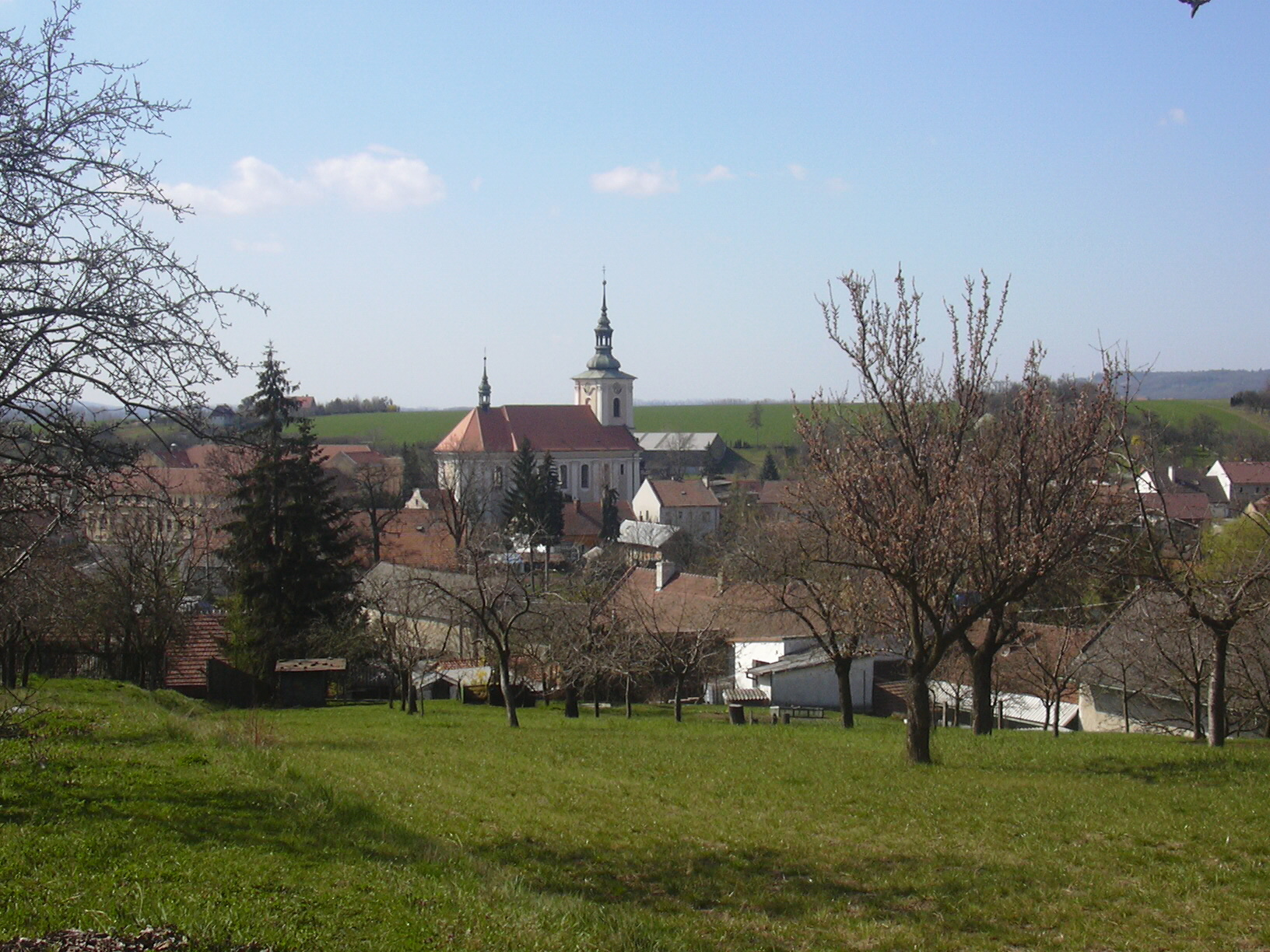
Ortszentrum mit Kirche

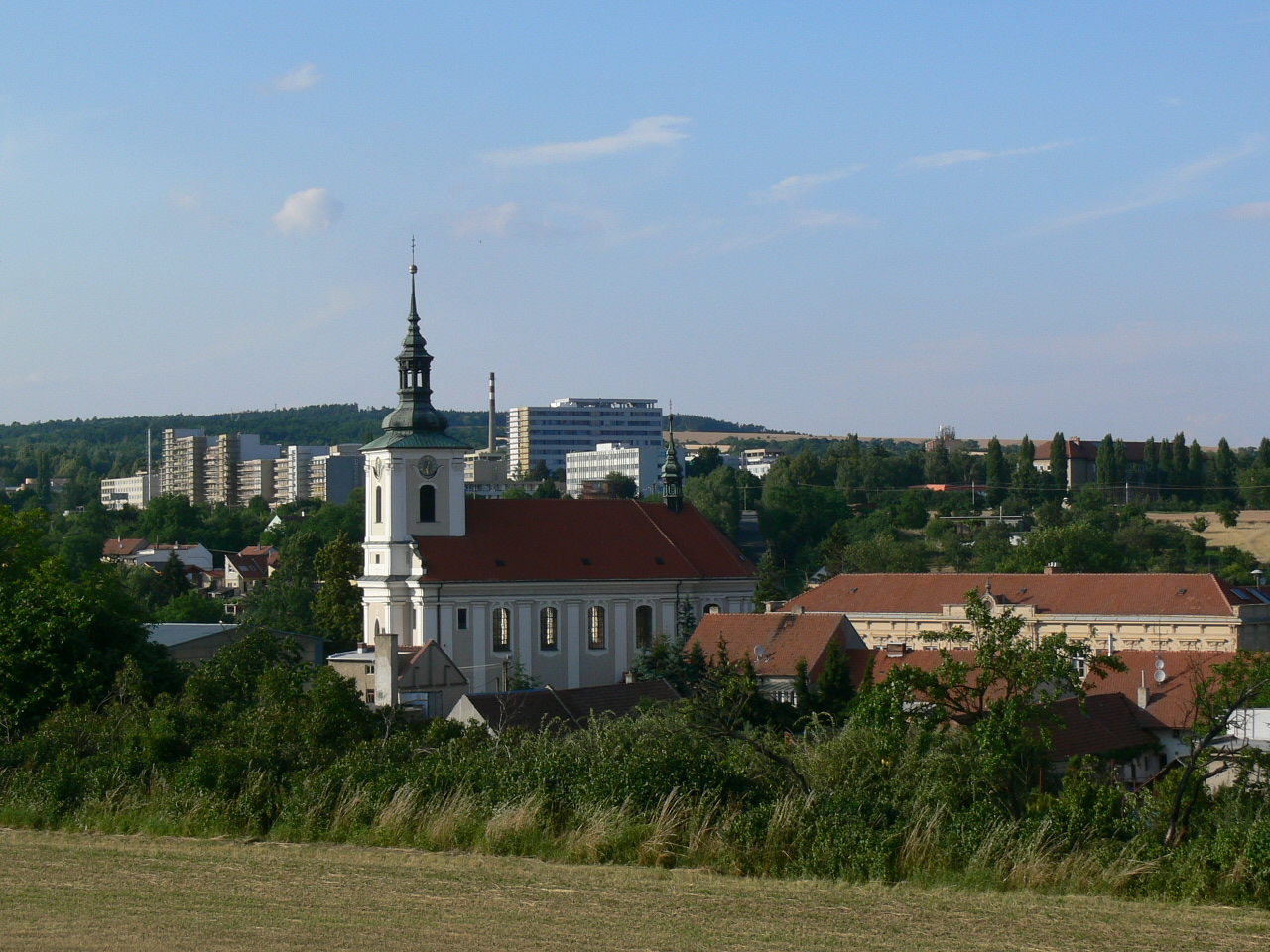
Blick auf die Kirche der hl. Dreifaltigkeit und die Berufsschule für Krankenpflege; im Hintergrund die Kaserne und die Militärschule

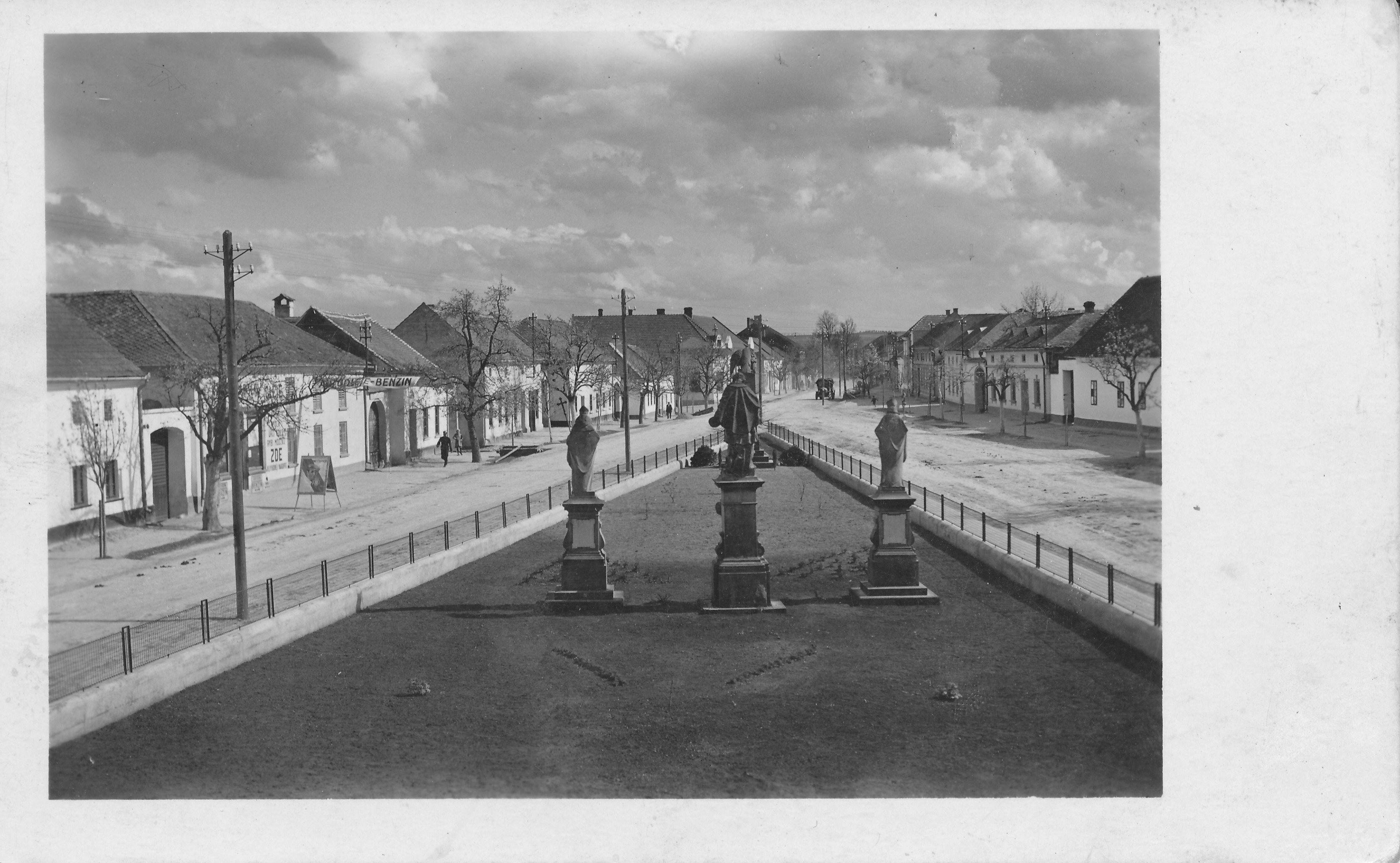
Der Platz vor dem Rathaus in Dědice mit Statuen der Heiligen Kyrill und Method (1901) und Johannes von Nepomuk (1826). Davor steht ein Denkmal für die Opfer des Ersten Weltkriegs

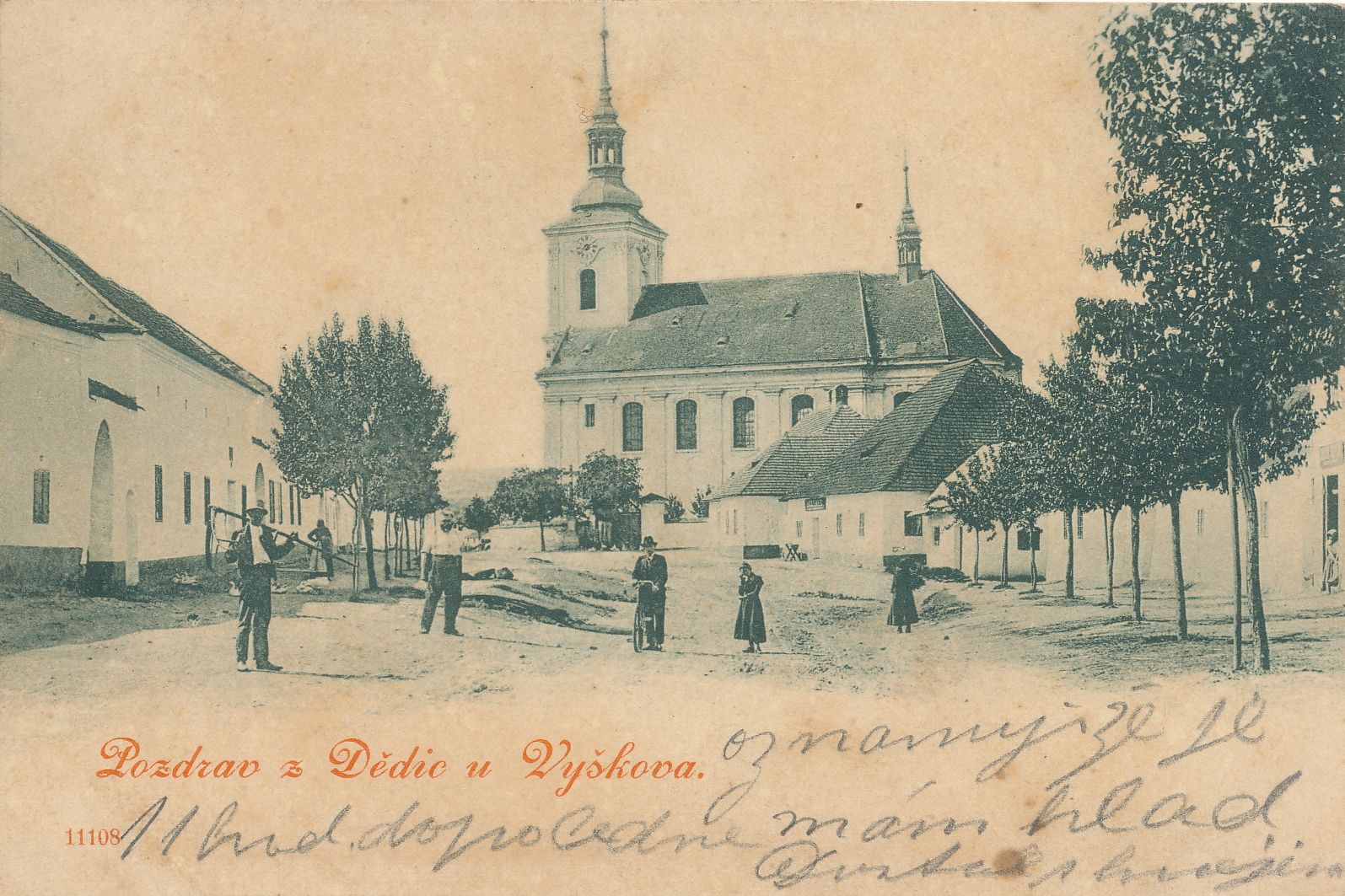
Historische Ansicht von 1899

Flagge von Dědice (inoffiziell) auf der Grundlage des Wappens. Vexillologische Beschreibung der Flagge: in einem blauen Blatt ein gelb leuchtender achtzackiger Stern. Das Verhältnis der Breite zur Länge des Blattes ist 2 : 3.

Dědice (deutsch Dieditz) ist ein Ortsteil von Vyškov in Mähren (Tschechische Republik). Er liegt drei Kilometer nordwestlich des Stadtzentrums von Vyškov und gehört zum Okres Vyškov.

## Geographie
Dědice befindet sich am südlichen Fuße des Drahaner Berglandes am Zusammenfluss der Bäche Velká Haná und Malá Haná zur Haná. Gegen Norden erstreckt sich der Truppenübungsplatz Březina, die Kommandantur hat im PDA Dědice ihren Sitz. Nördlich erheben sich die Kozí horka (361 m. n.m.), die Česlava (488 m. n.m.) und der Véspěrk (Wiesberg, 457 m. n.m.).
Die Teile der ehemaligen Stadt Dědice (Siedlungen im Katastergebiet von Dědice) sind Hamiltony im Norden und Pazderna im Südosten.
Nachbarorte sind Véspěrk und Radslavičky im Norden, Radslavice und Pustiměřské Prusy im Nordosten, Ivanovice na Hané im Osten, Křižanovice u Vyškova und Nosálovice im Süden, Drnovice im Südwesten, Ježkovice im Westen sowie Opatovice, Pařezovice und Lhota im Nordwesten.

## Geschichte
Die erste schriftliche Erwähnung von Dědice erfolgte 1141, als die Olmützer Kirche ein Lahn in dem Dorf besaß. Im 13. Jahrhundert gehörte das Gebiet zu den Besitzungen der Herren von Beneschau. Der königliche Oberstkämmerer Milota von Beneschau errichtete vermutlich in der Mitte des 13. Jahrhunderts die Burg Dědice, nach der er sich dann Milota von Dědice nannte. Zum Ende des 13. Jahrhunderts entstand mit der neuen Burg Stagnov ein zweiter Herrschaftssitz. In der zweiten Hälfte des 14. Jahrhunderts erwarben die Herren von Sternberg die Herrschaft Dědice.
Der Leitomischler Bischof Albrecht von Sternberg und dessen Neffe Peter von Sternberg befreiten Dědice 1372 vom Anfallsrecht. Außerdem stellten sie die Bewohner, mit Ausnahme der Höfler, Händler und Müller, gegen Zahlung eines jährlichen Hufenzinses von der Fron frei, bewilligten auf sechs Jahre die Hutung in den herrschaftlichen Wäldern und bestätigten das Privileg für einen Wochenmarkt. Im Jahre 1376 verkaufte Margarethe von Biřkowic neun Lahn in Dědice an Johann von Dědice. Peter von Sternberg verschrieb 1381 seiner Frau Anna 2000 Schock Groschen auf die Herrschaft Dědice mit der alten Burg, der neuen Burg Stagnow sowie dem Markt Dědice und den Dörfern Rechtařow, Lipina, Opatowic, Radslawic, Počenic, Strabenic und Muřinow. Sein Erbe Peter von Krawarn auf Plumlau veräußerte um 1397 einen aus 16 1/4 Lahn, zwei Äckern, sechs Schänken, vier Gehöften und fünf Breiten bestehenden Anteil von Dědice an das Augustiner-Chorherrenstift Landskron; dieser Anteil blieb dauerhaft abgetrennt und wurde später der Herrschaft Kojetein einverleibt. Peters Sohn, Heinrich von Krawarn, verkaufte 1412 weitere Teile von Dědice. Die alte Burg erlosch noch im 15. Jahrhundert. Im Jahre 1460 ist Kunka von Krawarn auf Račic als Besitzerin eines Anteils von Dědice mit den Dörfern Nosalowic, Rechtařow, Opatowic und Radslawic nachweislich. Nach dem Tode ihres Mannes, Wenzel von Boskowitz, vererbte sie den Besitz an Ladislaw von Boskowitz, der das Städtchen Diedic mit der Pfarre und die Dörfer Nosalowic, Rechtařow, Opatowic, Lhota und Radslawic 1510 an die Brüder Dobeš, Johann, Thas und Jaroslaw von Boskowitz abtrat. Dobeš von Boskowitz verkaufte 1535 den Allodialteil von Dědice mit der Pfarre und dem Hof der alten Burg, den Dörfern Lhota, Rechtařow, Opatowic und Radslawic sowie der wüsten Burg Stagnow für 7300 Mährische Gulden an Johann von Pernstein, der diesen 1538 an den bischöflichen Lehnsmann Johann Doubravsky von Hradischt im Austausch gegen das Gut Paskau und unter der Bedingung des Übergangs in das Lehnsverhältnis mit dem Bistum Olmütz abtrat. Das Bistum vereinte das Gut Dědice daraufhin mit seiner Herrschaft Wischau.
Der Olmützer Propst Cäsar Nardus von Montopole bestrafte die Gemeinde 1623 wegen ihrer Teilnahme am Ständeaufstand mit einer achttägigen Fronpflicht und erhob für das Heimfallsrecht von jedem Lahn einen weiteren Zins und Naturalabgaben. Propst Andreas Orlik befreite die Gemeinde 1634 gegen einen Mährischen Gulden von jedem Viertellahn wieder von der Fußrobot zum Nezamislitzer Hof. Der dem erloschenen Augustinerstift Landskron gehörige Anteil von Dědice fiel dem Olmützer Allerheiligen-Stift zu, das ihn 1683 im Zuge des Ankaufs des Gutes Laschkau für 7000 Gulden an den Besitzer von Wicoměřic, Georg Protiwec Zialkowsky von Zialkowitz, veräußerte. Die Brüder Georg Friedrich und Johann Milota Zialkowsky von Zialkowitz verkauften Wicoměřic und ihren Anteil an Dieditz 1732 an Herzogin Marie Elisabeth von Schleswig-Holstein-Sonderburg-Wiesenburg, die ihn mit ihrer Herrschaft Kojetein vereinte. 1731 brannte die Kirche nach einem Blitzschlag nieder; die Gemeinde stellte sie wieder her und erhöhte den Kirchturm. Später fiel die Entscheidung für einen Abriss und gänzlichen Neubau, der 1752–1753 im Rohbau errichtet und 1780 geweiht wurde. Den großen Dieditzer Meierhof hob die Herrschaft Wischau 1786 auf und verteilte dessen Fluren auf zehn angesessene Familien in Erbpacht.
Im Jahre 1834 bestand der im Brünner Kreis gelegene Markt Dieditz bzw. Dědice aus 155 Häusern mit 1365 mährischsprachigen Einwohnern; davon gehörten 110 Häuser mit 904 Einwohnern zur Herrschaft Wischau und 45 Häuser mit 461 Einwohnern zur Herrschaft Kojetein. Erwerbsquelle bildeten die Landwirtschaft und der Obstbau. Dieditz war Sitz eines der zehn herrschaftlich Wischauer Forstreviere. Unter dem Patronat der Wischauer Herrschaft standen die dem Dekanat Wischau zugeordnete Pfarrei, die Kirche der hl. Dreifaltigkeit und die Schule. Im Ort gab es zudem ein herrschaftliches Branntweinhaus, ein Jägerhaus, zwei emphyteutisch verkaufte Mühlen, eine Grundmühle und eine Ölpresse. Dieditz war Pfarr- und Schulort für Lhota, Nosalowitz (Nosálovice), Opatowitz (Opatovice), Richtařow, Groß-Ratzlawitz, Klein-Ratzlawitz, Hamilton, Pazdierna und Pařechowitz. Bis zur Mitte des 19. Jahrhunderts blieb Dieditz anteilig der erzbischöflichen Herrschaft Wischau und der Herrschaft Kojetein untertänig.
Nach der Aufhebung der Patrimonialherrschaften bildete Dědice / Dieditz ab 1850 mit den Ortsteilen Hamiltony und Pazderna eine Marktgemeinde im Gerichtsbezirk Wischau. Ab 1869 gehörte Dědice zum Bezirk Wischau; zu dieser Zeit hatte das Städtchen 1570 Einwohner und bestand aus 176 Häusern. Im Jahre 1900 lebten in Dědice 1738 Personen; 1910 waren es 1786. Nach dem Ersten Weltkrieg zerfiel der Vielvölkerstaat Österreich-Ungarn, das Städtchen wurde 1918 Teil der neu gebildeten Tschechoslowakischen Republik. Beim Zensus von 1921 lebten in den 315 Häusern von Dědice 1843 Personen, davon 1838 Tschechen und zwei Deutsche. 1922 entstand auf dem Markt eine Bürgerschule. 1930 bestand Dědice aus 383 Häusern und hatte 1847 Einwohner. 1935 entstand bei Dědice ein militärisches Ausbildungsgelände, der Schießplatz Vyškov. Ab 1. Oktober 1936 wurde Dědice Standort eines Kampfwagenregiments der Tschechoslowakischen Armee. Im Jahr darauf erfolgte die Verlegung der Kampfwagenausbildungsstätte vom Truppenübungsplatz Milovice auf den Schießplatz Vyškov, außerdem wurde ein Militärflugplatz angelegt. Ab Juli 1937 begann die Errichtung von vier leichten Befestigungsanlagen des Tschechoslowakischen Walls als Übungsobjekte, die Ausbildung für die Bunkerbesatzungen wurde 1938 aufgenommen.
Von 1939 bis 1945 gehörte Dědice / Dieditz zum Protektorat Böhmen und Mähren. Der Reichsprotektor Konstantin von Neurath ordnete 1940 die Erweiterung des Schießplatzes Wischau zu einem großen Truppenübungsplatz der Wehrmacht an, für den bis 1942 zahlreiche Dörfer in der Umgebung abgesiedelt wurden. Ende 1941 wurde Dědice nach Wischau zwangseingemeindet. Nach dem Ende des Zweiten Weltkrieges wurden im Jahre 1945 die alten Verwaltungsstrukturen und damit auch die Gemeinde Dědice wiederhergestellt. 1949 erfolgte die erneute Eingemeindung nach Vyškov. Im Jahre 1950 hatte Dědice 1750 Einwohner. Nachdem 1951 auf einem Teil der Flächen des deutschen Truppenübungsplatzes der Truppenübungsplatz Březina errichtet worden war, entstand nördlich des Dorfes Dědice zunächst eine Panzerschule. Im Laufe der Zeit diente das Objekt als Militärschule, Militärhochschule sowie Fakultät für Kommandeursorganisation der Militärakademie „Antonín Zápotocký“ in Brünn. 1961 war die Einwohnerzahl auf 2783 angewachsen. Im Jahre 1972 erfolgte die Gründung der Militärhochschule der Landstreitkräfte (Vysoká vojenská škola pozemního vojska – VVŠ PV) Vyškov. Bei der Hochschule wurden die großen Plattenbausiedlungen Kozí Horka und sídliště Víta Nejedlého angelegt, wo auch das Garnisonshaus der Armee (PDA Dědice) entstand, das als Sitz des Kommandos des Truppenübungsplatzes das Jagdschloss Ferdinandsko ablöste. Im alten Bürgerschulgebäude wurde 1973 eine Berufsschule für Krankenschwestern eröffnet. Im Jahre 1991 hatte Dědice 6659 Einwohner. Beim Zensus von 2001 lebten in den 615 Häusern von Dědice 7118 Personen. Die Hochschule der Landstreitkräfte wurde 2004 aufgelöst; heute befindet sich auf dem Gelände das Institut für Schutz vor Massenvernichtungswaffen (Ústav ochrany proti zbraním hromadného ničení) der Nachfolger-Hochschule Universität für Verteidigung in Brünn. Der Marktplatz wurde 2007 rekonstruiert.

## Ortsgliederung
Der Ortsteil Dědice besteht aus den Grundsiedlungseinheiten Dědice, Kozí Horka, Legerní pole, Letní pole, Na Hraničkách, Sídliště Hraničky, Sídliště Osvobození und Sídliště Víta Nejedlého,
Der Katastralbezirk Dědice u Vyškova umfasst außer Dědice auch die Ortsteile Hamiltony und Pazderna.

## Sehenswürdigkeiten
- Kirche der hl. Dreifaltigkeit, erbaut 1752–1753 als Rohbau ohne Interieur anstelle eines Vorgängerbaus aus dem 14. Jahrhundert. Geweiht wurde sie 1780. Die älteste der drei Glocken stammt aus dem Jahre 1556. Die drei Altäre mit Stukaturarbeiten stammen von Andreas Schweigel.
- Statuen der hll. Kyrill und Method an der Kirche, geschaffen 1910
- Statue des hl. Johannes von Nepomuk aus dem Jahre 1826, an der Kirche
- Statue der Jungfrau Maria mit Jesus von 1905, in den Feldern östlich von Dědice. Der auf einem hohen Sockel stehenden Heiligenfigur fehlt der Kopf.[5]
- Statue des hl. Johannes von Nepomuk, am westlichen Ortsrand
- Denkmal für die Opfer des Ersten Weltkrieges, auf dem Markt (náměstí Svobody)
- Sokolovna, auf dem náměstí Svobody
- Střední zdravotnická škola (Berufsschule für Krankenpflege) auf dem náměstí Svobody, errichtet 1922 als Bürgerschule
- Mehrere Flurkreuze
- Klement-Gottwald-Geburtshaus (ul. Revoluční 16), das Gehöft stand von 1958 bis 1991 unter Denkmalschutz und diente in der ČSSR als kommunistischer Wallfahrtsort. In den 1980er Jahren wurde es um einen Museumsanbau erweitert. Inzwischen wird angezweifelt, ob Gottwald überhaupt in Dědice geboren ist.
- Klement-Gottwald-Denkmal, errichtet 1955 auf dem náměstí Svobody. Der seit 1958 bestehende Denkmalschutz wurde 1992 aufgehoben und das Denkmal entfernt. Eine Zeitlang lag es an der Mauer des Gottwald-Geburtshauses, inzwischen wurde es eingelagert.

## Söhne und Töchter des Ortes
- Klement Gottwald (1896–1953), kommunistischer Politiker[6]
- Axel Frelau (1909–1987), Schriftsteller und Arzt